# Johann Dinnendahl
Johann Dinnendahl (* 6. Juni 1780 in Horst (heute Stadtteil von Essen); † 28. Oktober 1849 in Minden) war ein deutscher Konstrukteur, Erfinder und Unternehmer in der Zeit der frühen industriellen Revolution. Er gründete 1820 in Mülheim an der Ruhr eine Eisenschmelze, aus der später der erste mit Koks betriebene Hochofen im Ruhrgebiet hervorging.

## Leben und Wirken
Johann Dinnendahl war der Sohn eines Mühlenpächters und besuchte die Dorfschule. Von 1800 bis zum Herbst 1811 arbeitete Johann bei seinem Bruder Franz Dinnendahl in dessen Werkstatt in Essen. Danach machte sich der Mechanikus Johann Dinnendahl selbständig und errichtete eine mechanische Werkstatt in Mülheim an der Ruhr.
In dieser Werkstatt wurden Dampfmaschinen mit einer Leistung von bis zu 40 Pferdestärken hergestellt, deren Qualität weit über die Grenzen Mülheims hinaus geschätzt wurden. Um 1815 war er an der Zeche Wiesche und der Zeche Rosenblumendelle beteiligt und übte dort wohl auch leitende Funktionen aus.
In den Jahren 1819/1820 gründete er gemeinsam mit seinem Bruder Franz eine neue Eisenschmelze. Seine Pläne sahen daneben die Errichtung eines Kokshochofens nach englischem Vorbild vor, doch dazu fehlte ihm zunächst das nötige Kapital. Gemeinsam mit dem Ruhrorter Kaufmann Friedrich Wilhelm Liebrecht als finanzkräftigem Partner beantragte er 1832 die Konzession für zwei Hochöfen mit Koksbetrieb. Einer davon sollte neben der Eisenschmelze in Mülheim errichtet werden und wurde in Anlehnung an Liebrechts Vornamen Friedrich Wilhelms-Hütte genannt. Dinnendahl schied jedoch noch vor Beginn des Hochofenbaus aus.
Dinnendahl gründete in Minden die Eisengießerei zur Grille. Er lebte noch, als 1848 mit dem ersten Abstich in der Hütte in Mülheim erstmals im Ruhrgebiet die Roheisenherstellung in einem Kokshochofen erfolgte.